# 約書亞·傑夫斯
約書亞·傑夫斯（英語：Joshua Jefferis；1985年8月29日—）是一位澳大利亞體操運動員，出生在昆士蘭布里斯班。他在2006年和2010年英聯邦運動會上代表澳大利亞獲得金牌。他也參加了2012年夏季奧林匹克運動會。